# Annika Meyer
Annika Meyer (født 30. maj 1994 i Haderslev) er en dansk håndboldspiller, som spiller for Horsens, og tidligere for den tyske klub SG BBM Bietigheim i Handball-Bundesliga Frauen.

## Karriere
Annika Meyer spillede først som ungdomsspiller i den danske klub SønderjyskE. I sommeren 2012 skiftede Meyer til HC Odense. I fem ligakampe scorede hun 14 mål for Odense. Fra 2013/14 sæsonen skiftede hun så til den tyske Bundesligaklub VfL Oldenburg. I sæsonen 2016/17 skiftede hun til Buxtehuder SV i Handball-Bundesliga Frauen. I sommeren 2017 skiftede hun til den danske ligaklub København Håndbold. Efter sæsonen 2018/19 skiftede hun til Aarhus United.
Meyer har indtil videre spillet 37 landskampe for det danske juniorlandshold, hvor hun scorede 66 mål. I sommeren 2012 blev hun sammen med landsholdet verdensmester for U18. I U19 EM i 2013 var hun med til at vinde bronzemedaljer. Desuden blev det kåret til den bedste forsvarsspiller i turneringen. Et år senere vandt hun ved U18 VM igen bronzemedalje.